# Cheilotrichia minima
Cheilotrichia minima là một loài ruồi trong họ Limoniidae. Chúng phân bố ở miền Cổ bắc.